# Nettleden with Potten End
Nettleden with Potten End – civil parish w Anglii, w Hertfordshire, w dystrykcie Dacorum. W 2011 civil parish liczyła 1546 mieszkańców. W obszar civil parish wchodzą także Great Berkhampstead Rural i Nettleden.